# مورا فايال
مورا فايال (بالبرتغالية: Maura Faial‏) مواليد 7 يوليو 1970، هي لاعبة كرة يد أنغولية. مثلت منتخب أنغولا لكرة اليد للسيدات. شاركت في دورة الألعاب الأولمبية الصيفية سنة 1996.

## سجل المنافسة
شاركت في البطولات التالية:
- الألعاب الأولمبية الصيفية 2000
- الألعاب الأولمبية الصيفية 1996

## روابط خارجية
- مورا فايال على موقع اللجنة الأولمبية الدولية (الإنجليزية)
- مورا فايال على موقع أوليمبيديا (الإنجليزية)